# 麥克·格里姆
麥克·格里姆（英語：Michael Grimm；1970年2月7日—）是美國的一位商人和政治人物。在2011年至2015年期間，他是紐約州選出的美國眾議院議員。他的黨籍是共和黨。格里姆曾經在美國軍隊服役。